# Бурякове (селище)
Бурякове — селище у Черкаському районі Черкаської області, підпорядковане Чигиринській міській громаді. Населення — 8 чоловік.